# Nokia 3410
Nokia 3410 este produsă de compania Nokia are un ecran monocrom. Nokia 3410 este primul telefon Nokia care suportă tehnologia Java.

## Design
Nokia 3410 cântărește 114 de grame cu bateria inclusă.

## Caracteristici
- Ecran 96 x 64 pixeli
- Browser 1.1 WAP
- SMS
- Jocuri: Snake II, Bumper, Space Impact, Bantumi, Link5, Munkiki's Castle
- Calculator, convertor valutar
- Cronometru, temporizator
- Ceas, ceas alarmă
- Memento (maxim 10 note)
- Tehnologia Java